# Psyttalia romani
Psyttalia romani är en stekelart som först beskrevs av Josef Fahringer 1935.  Psyttalia romani ingår i släktet Psyttalia och familjen bracksteklar. Inga underarter finns listade i Catalogue of Life.